# Biserica din Groapă din Sibiu
Biserica „Buna Vestire” din Sibiu, cunoscută și ca Biserica din Groapă, este o biserică ortodoxă construită în anul 1789 în orașul Sibiu. Ea a fost refăcută în anii 1802-1803 de bogatul negustor Constantin Hagi Popp. Biserica se află situată pe Str. Justiției nr. 5. 
Ansamblul bisericii "„Buna Vestire” (din Groapă) din Sibiu a fost inclus pe Lista monumentelor istorice din județul Sibiu din anul 2015, având codul de clasificare  SB-II-a-A-12085 și fiind format din trei obiective:
- Biserica „Buna Vestire” - datând din anul 1789, cu refaceri după 1802, și având codul SB-II-m-A-12085.01
- Casa parohială - datând de la sfârșitul sec. al XVIII-lea și având codul SB-II-m-A-12085.02
- Cimitirul bisericii „Buna Vestire” - din Groapă - datând din sec. XVIII-XX și având codul SB-IV-m-A-12085.03

De asemenea, în cimitirul bisericii se află patru morminte înscrise în Lista monumentelor istorice din județul Sibiu din anul 2015 și anume:
- Mormântul scriitorului Zaharia Boiu - datând din 1903 și având codul SB-IV-m-B-12606
- Mormântul scriitorului Ioan Codru Drăgușanu - datând din 1884 și având codul SB-IV-m-B-12607
- Mormântul literatului Moise Fulea - datând din 1903 și având codul SB-IV-m-B-12608
- Monumentul funerar al dr. George Manasis - datând din 1903 și având codul SB-IV-m-B-12609

## Istoric

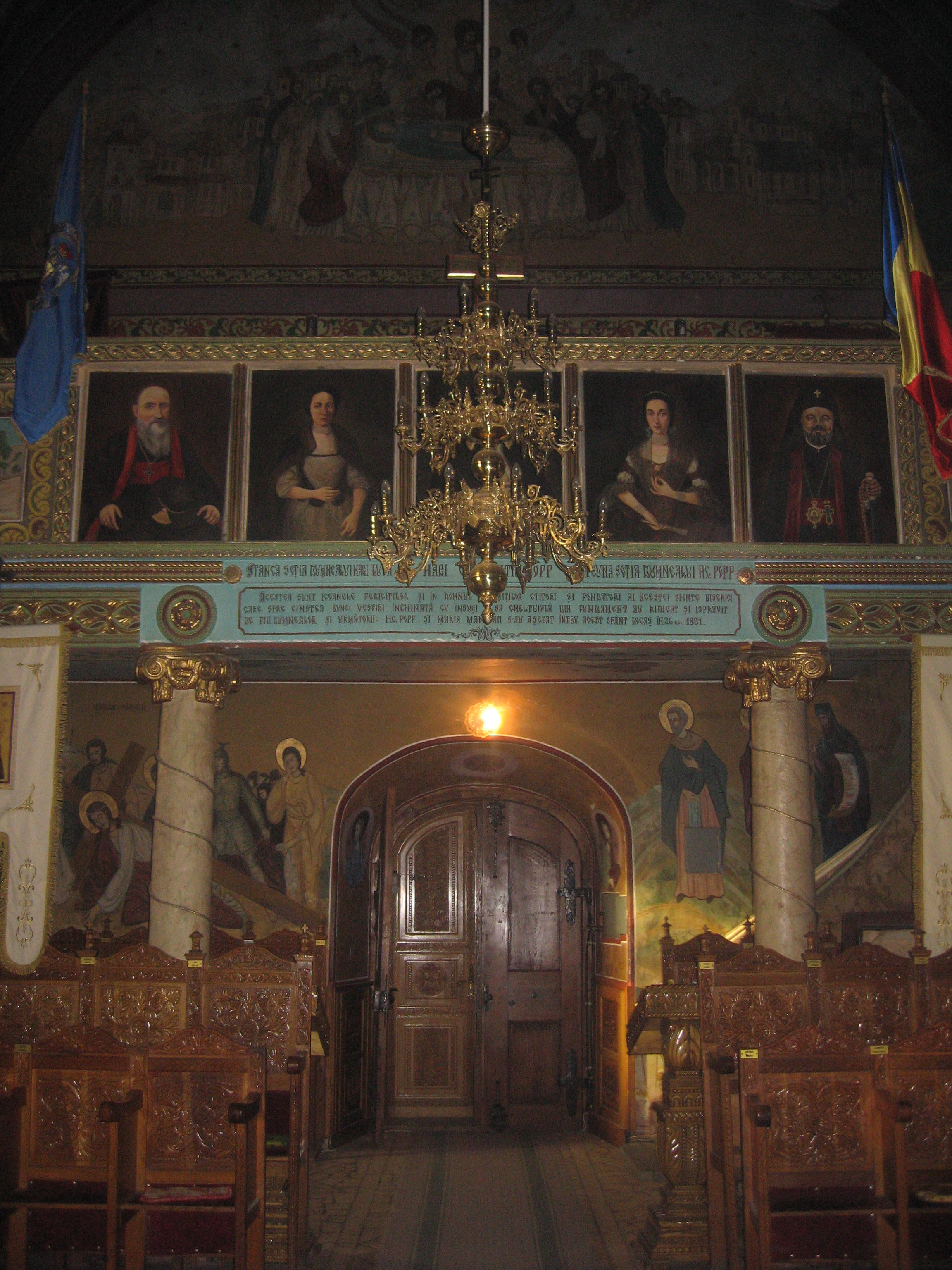
Imagine din interior - portretele ctitorilor

La sfârșitul secolului al XVIII-lea, are loc o puternică afirmare a românilor din Sibiu ca locuitori ai orașului. În ultimul sfert al acelui veac, românii își construiesc primele biserici de piatră din oraș, toate în afara zidurilor cetății: 
- Biserica dintre Brazi (1778-1788) - lăcaș de cult greco-catolic în cimitirul căruia sunt înmormântați George Barițiu, Alexandru Papiu-Ilarian, Ioan Rațiu, Iosif Sterca-Șuluțiu, David Urs de Marginea ș.a.
- Biserica din Groapă (1789) - lăcaș de cult ortodox construit în cartierul Iosefin în cimitirul căruia sunt înmormântați Ioan Codru Drăgușanul, Zaharia Boiu, Moise Fulea, episcopul Vasile Moga sau mitropoliții Miron Romanul și Ioan Mețianu
- Biserica din Maierii Sibiului (1791) - lăcaș de cult ortodox construit în cartierul Terezian

Biserica „Buna Vestire” (sau Biserica din Groapă) a fost construită în anii 1788-1789 în cartierul Iosefin, fiind una din primele biserici ortodoxe din Sibiu. Lăcașul de cult a fost ctitorit de Stana, văduva lui Hagi Petru Luca. Ea a fost amplasată în valea râului Trinkbach, de aici provenind denumirea de Biserica din Groapă. Fiind parțial distrus de cutremurul din 26 octombrie 1802, lăcașul de cult a fost refăcut din temelie în anii 1802-1803 de bogatul negustor Hagi Constantin Popp, care era căsătorit cu fiica Stanei Hagi Luca. Lucrările de reconstruire au modificat mult aspectul bisericii, sub influența arhitecturii vieneze.
Biserica este încadrată între două clădiri-monument istoric ridicate tot de Hagi Constantin Popp și anume: casa parohială (la nord) și Școala veche românească (la sud). În clădirea de la sud de biserică s-au ținut și primele cursuri ale școlii românești din Sibiu.
Pe balustrada cafasului au fost pictate portretele în ulei ale celor trei ctitori: Stanca Hagi Luca, Constantin Hagi Popp și Peuna Hagi Popp. Sub cele trei portrete se află următoarea inscripție: „Stanca soția dumnealui Hagi Luca, Hagi Constantin Popp, Peuna soția dumnealui H.C. Popp. Acestea sunt icoanele fericiților și în Domnul adormiților ctitori și fondatori ai acestei sfinte biserici care spre cinstea Bunei Vestiri închinată cu însuși a sa cheltuială din fundament au ridicat și isprăvit de fiii dumnealor și următorii: H.C. Popp și Maria Manicati s-au așezat întru acest sfânt locaș în 26 dec. 1831”. Ulterior, cele trei portrete au fost flancate de alte două portrete: cele ale mitropoliților Ioan Mețianu și Antonie Plămădeală.
Pereții interiori ai bisericii au fost pictați în anul 1961 de către pictorul Nicolae Brana. 
Începând din anul 1991 s-au efectuat lucrări de reparații și de modernizare a bisericii. După finalizarea acestor lucrări, Biserica „Buna Vestire” a fost resfințită în 1998 de Antonie Plămădeală, arhiepiscop al Sibiului și mitropolit al Ardealului, și de Visarion Rășinăreanul, episcop-vicar al Arhiepiscopiei Sibiului. Pe unul din pereții pronaosului a fost pictată următoarea inscripție: „Prin donațiile bunilor credincioși ai parohiei, prin strădania preotului paroh MITEA C-tin, ajutat cu timp și fără de timp de Cîmpean I., Droc C-tin, Pinciu I., Cîrpătorea I., Jugastru R., Susan M., Ivan L., Negrea N., Crivăț N., Șurean Ion, Bodogae N. - membrii ai consiliului parohial - în anul 1991 s-au făcut lucrări de restauare și înfrumusețare a Bisericii. Resfințirea Bisericii s-a făcut de Î.P.S.Dr. ANTONIE PLĂMĂDEALĂ MITROPOLITUL ARDEALULUI și de P.S. VISARION RĂȘINĂREANUL anul 1998. Pentru toate lui Dumnezeu laudă”.

## Arhitectură
Biserica din Groapă este o biserică-sală (formată dintr-un singur corp) cu absidă semicirculară și cu un turn cu trei nivele deasupra pridvorului. Ea are fațade simple, singurele elemnete decorative fiind pilaștrii cu capiteluri dorice. Accesul în lăcașul de cult se face printr-un pridvor deasupra căruia se înalță turnul clopotniță. Interiorul bisericii se remarcă prin sobrietate. Nava nu are cupolă. În interior se află o lespede funerară cu o inscripție indescifrabilă.

## Morminte în curtea bisericii
Biserica a fost înconjurată de cimitirul comunității ortodoxe, aici fiind înmormântate multe personalități culturale ale Sibiului secolului al XIX-lea și începutului secolului al XX-lea, printre care sunt de menționat următorii: 
- Meletie - ultimul paroh al Capelei Grecești din Sibiu
- Hagi Constantin Popp (d. 1808) - negustor de origine aromână, ctitorul bisericii
- Eliade Manase (d. 1813) - doctor în medicină și filozofie, director al Academiei Domnești din București
- Ioan Piuariu Molnar (1749-1815) - medic, filolog și traducător român, autorul celei dintâi gramatici româno-germane, inițiatorul primei publicații științifice medicale românești
- Vasile Aaron (1770-1822) - poet român
- Vasile Moga (1774-1845) - episcop ortodox al Ardealului (1811-1845). Pe monumentul său funerar din marmură neagră se află următoarea inscripție în limba latină: „Hic quiescit in Domino BASILIUS MOGA, Episcopus graeci ritus, non unitorum tranniensis, natus Sabaeșu 19 Novembr. 1774, denatus Cibinii 17 octobris 1845, munere archipast. functus anos 34. G.H.M.H.P. p.ppt. M”, ceea ce poate fi tradusă în română astfel: „Aici odihnește în Domnul VASILE MOGA, episcop neunit de rit grec, a trăit în anii, născut la Sebeș la 19 noiembrie 1774, decedat la Sibiu la 17 octombrie 1845, a deținut 34 ani funcția de arhiepiscop.”.
- Moise Fulea (c. 1787 - 1863) - preot și profesor român, nepot al episcopului Vasile Moga. A activat ca profesor la Școala teologică din Sibiu (1814-1849), director al școlilor poporale din eparhia Sibiului (1814-1838), preot și protopop al „tractului” Sibiu II, asesor consistorial, participant la Revoluția din 1848-1849 (ales în delegația trimisă la împărat și în Comitetul permanent român de 25 de membri, cu sediul la Sibiu).
- Iosif Hodoș (1829-1880) - istoric și om politic român, avocat, publicist, membru fondator (1866) al Academiei Române. A fost unul dintre fruntașii mișcării naționale a românilor transilvăneni.
- Ioan Codru Drăgușanu (1817-1884) - scriitor român, memorialist, călător, participant la Revoluția de la 1848-1849, vicecăpitan al Comitatului Făgăraș. Pe monumentul său funerar din piatră se află următoarea inscripție: „Joan Codru Drăgușanul născ. 1817, mort 1884”.
- Paul Dunca de Sajo (1800-1888) - jurist, consilier gubernial, membru în Senatul Imperial, deputat, președinte al Băncii Albina și vicepreședinte al Astrei. Pe monumentul său funerar se află următoarea inscripție: „Paul Dunca de Sajo, consiliaru gubernialu regescu, nascutu în 20.Julie 1800, reposatu in Domnul 1. Decemvrie 1888. Fiei memoria binecuventate”.
- Miron Romanul (1828-1898) - episcop al Aradului (1873-1874) și mitropolit al Ardealului (1874-1898). Pe monumentul său funerar din marmură se află următoarea inscripție: „MIRON ROMANUL 1828-1898 Archiepiscop și Metropolit al românilor greco-orientali din Ungaria și Transilvania, consilier intim al Majestății Sale ces. și reg., doctor în theologie. A păstorit biserica dela 21 Novembre 1874 până în 4 Octombre 1898.”.
- Zaharia Boiu (1834-1903) - poet și publicist român, membru corespondent al Academiei Române (1890). Pe monumentul său funerar din marmură neagră se află următoarea inscripție: „Zacharia Boiu Asesor consistorial, protopresbiter, membru cor. al Academiei Române 1834-1903”.
- Ioan Mețianu (1828-1916) - episcop al Aradului (1875-1898) și mitropolit al Ardealului (1898-1916). Pe monumentul său funerar se află următoarea inscripție: „IOAN MEȚIANU, Episcop al Aradului 1875-1898, Arhiepiscop și Mitropolit 1898-1916”.

## Imagini

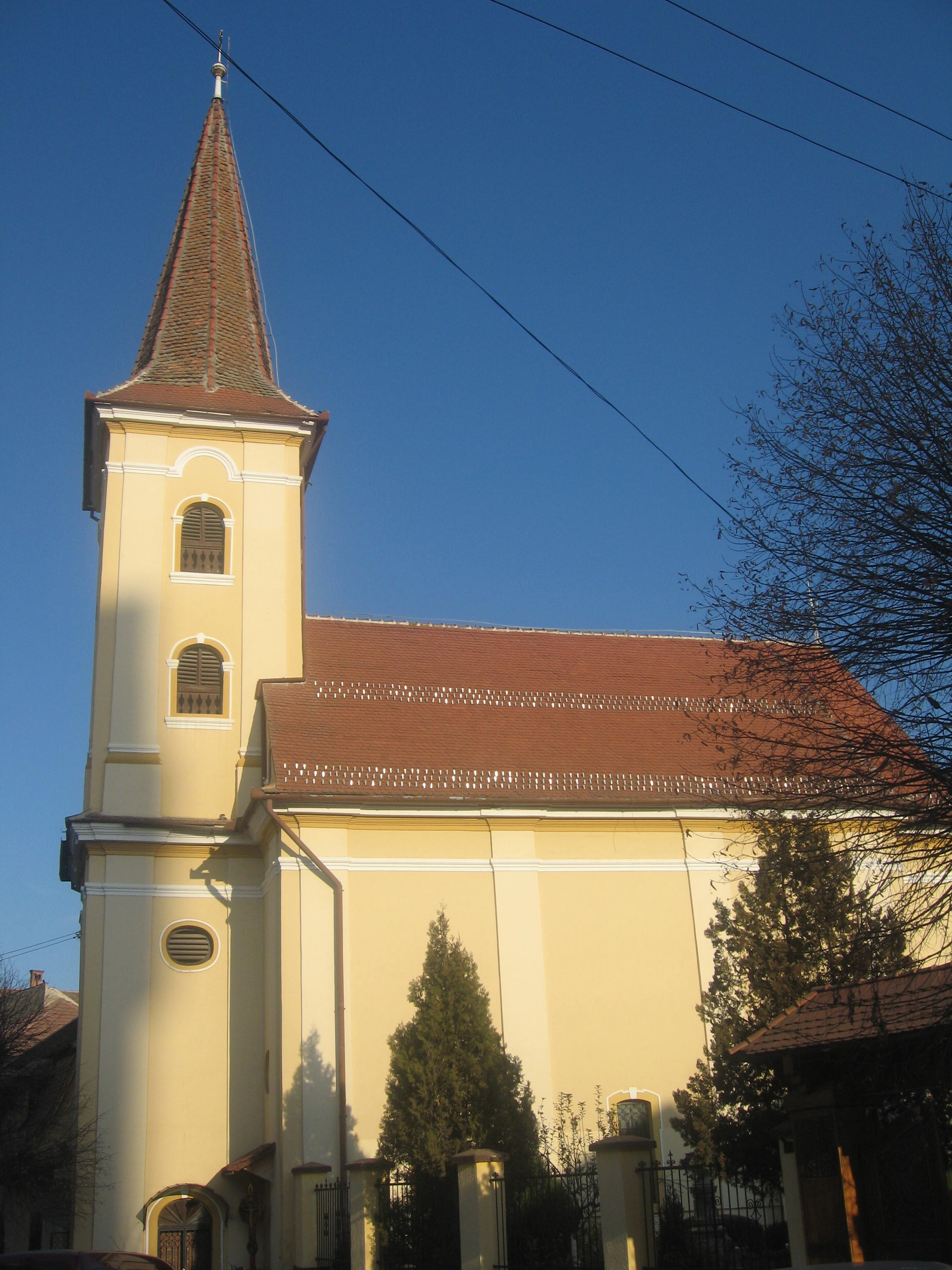
Biserica „Buna Vestire” din Sibiu
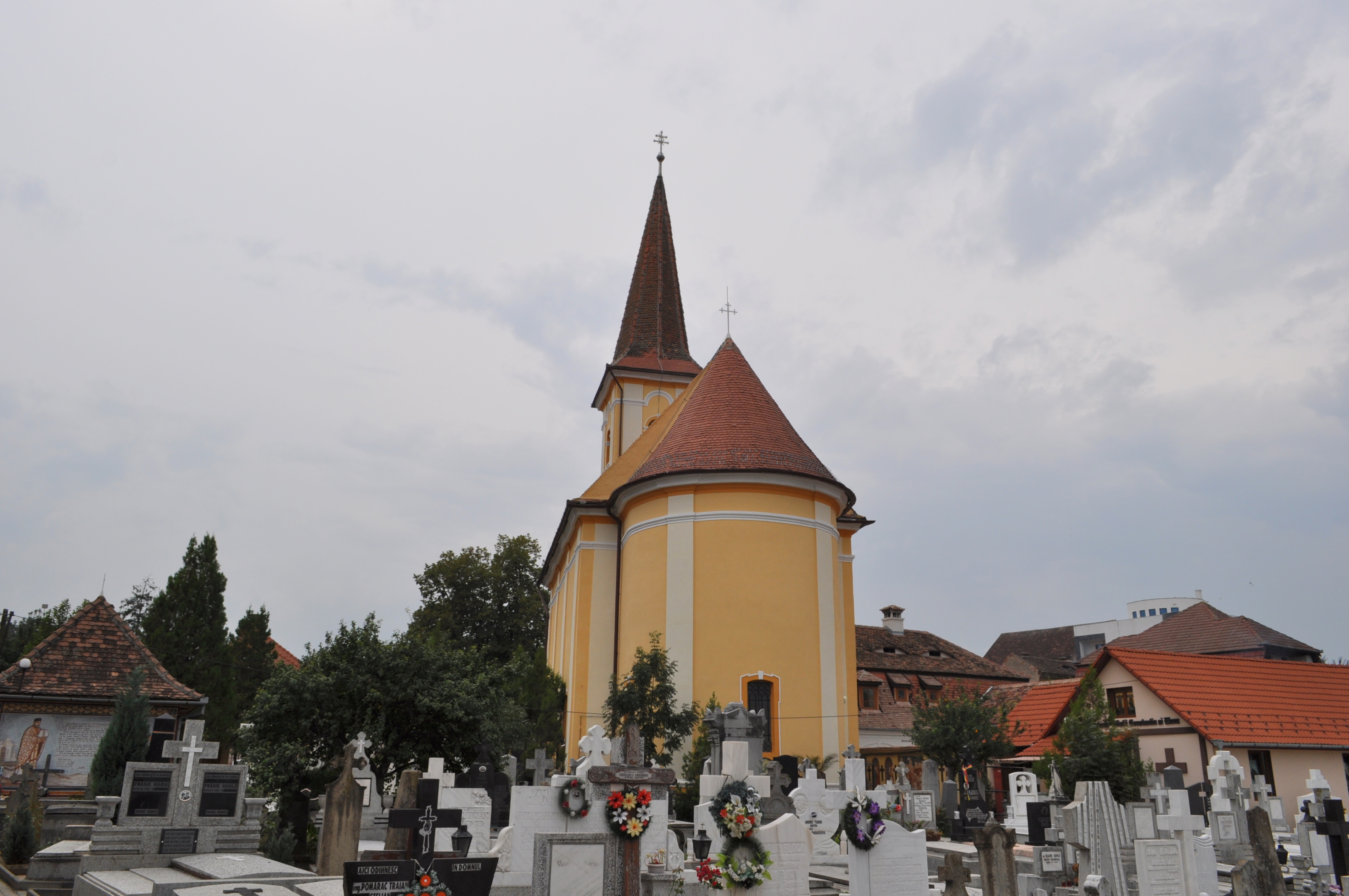
Biserica „Buna Vestire” din Sibiu
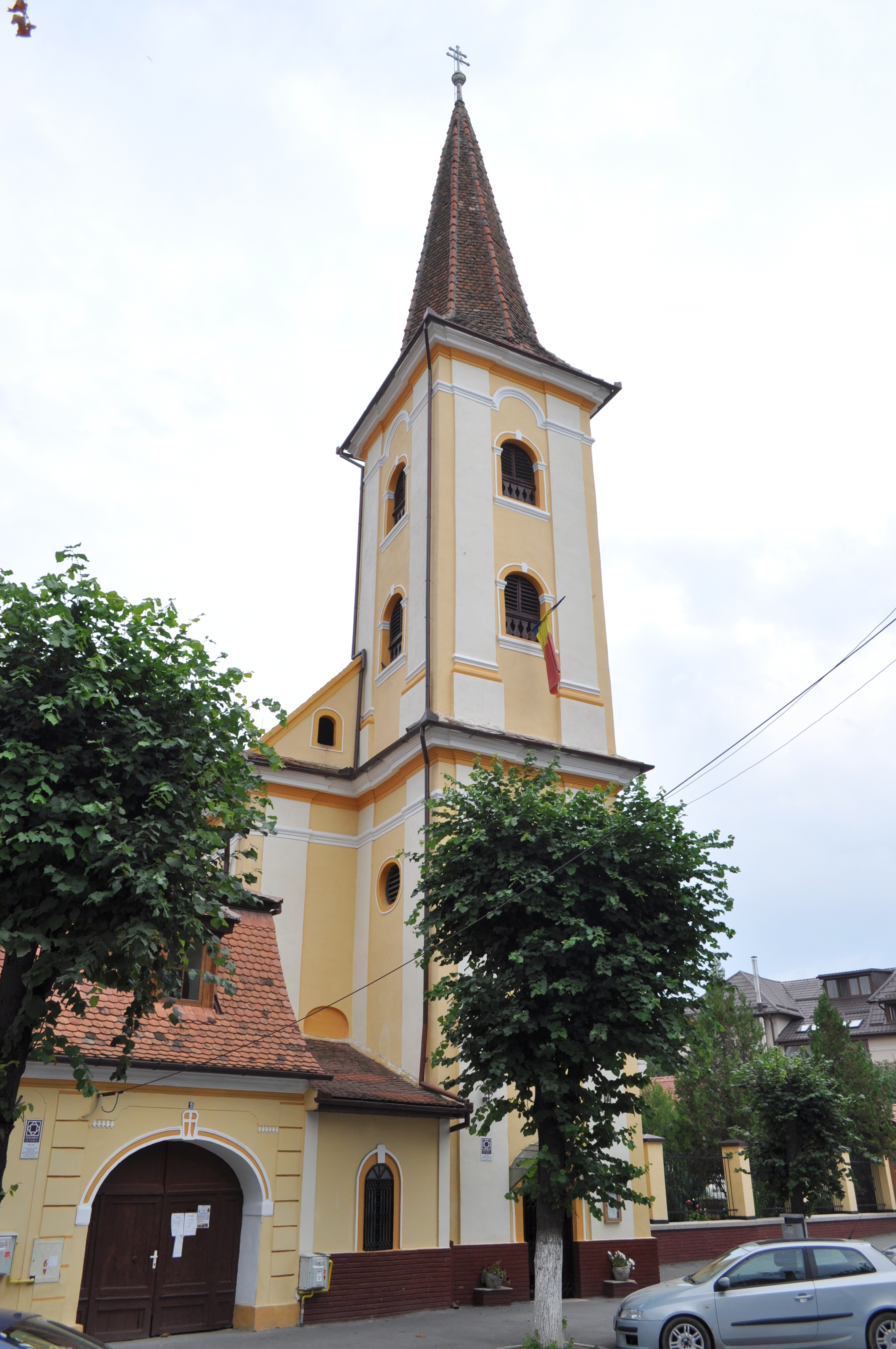
Biserica și casa parohială
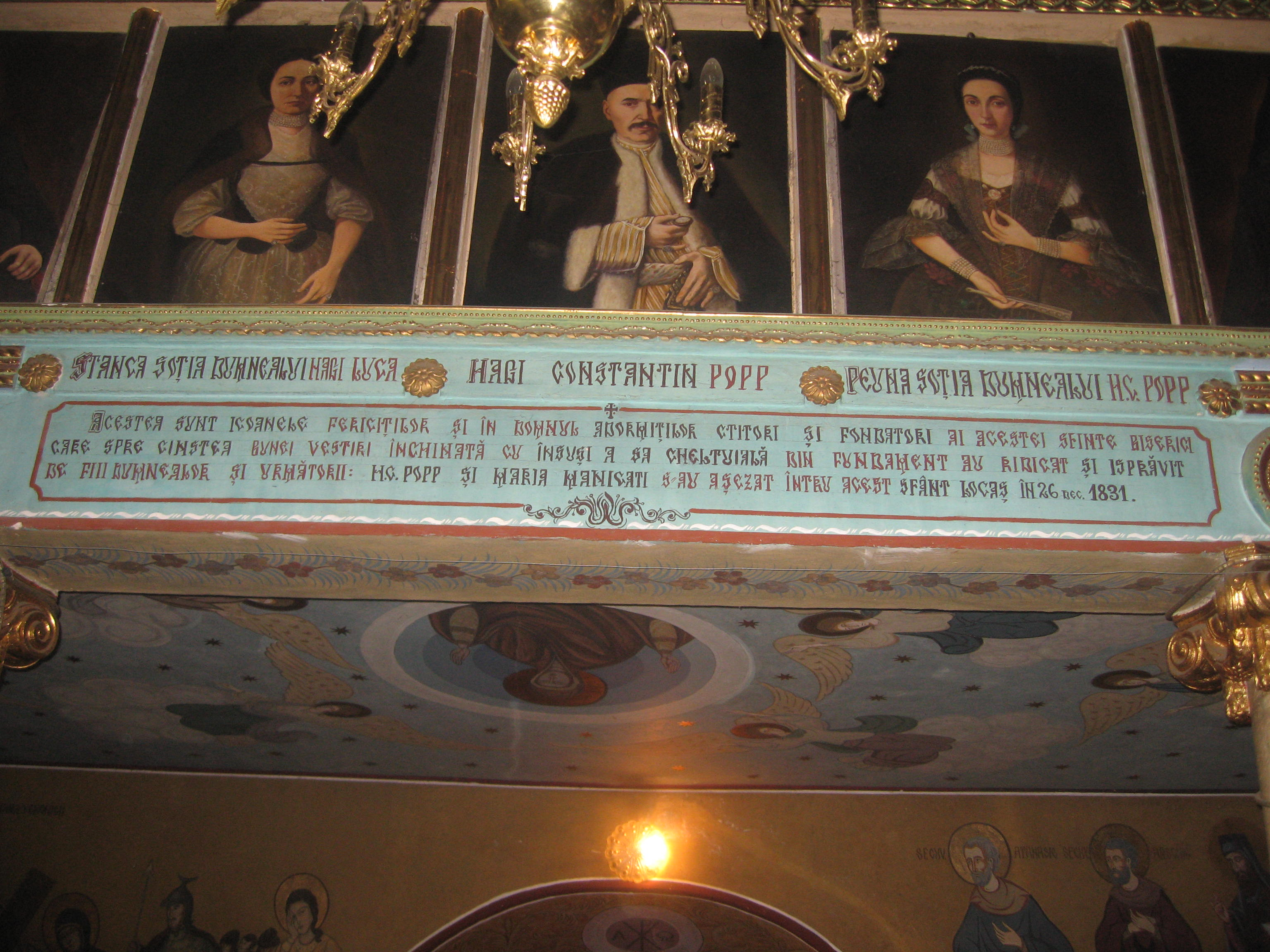
Portretele ctitorilor
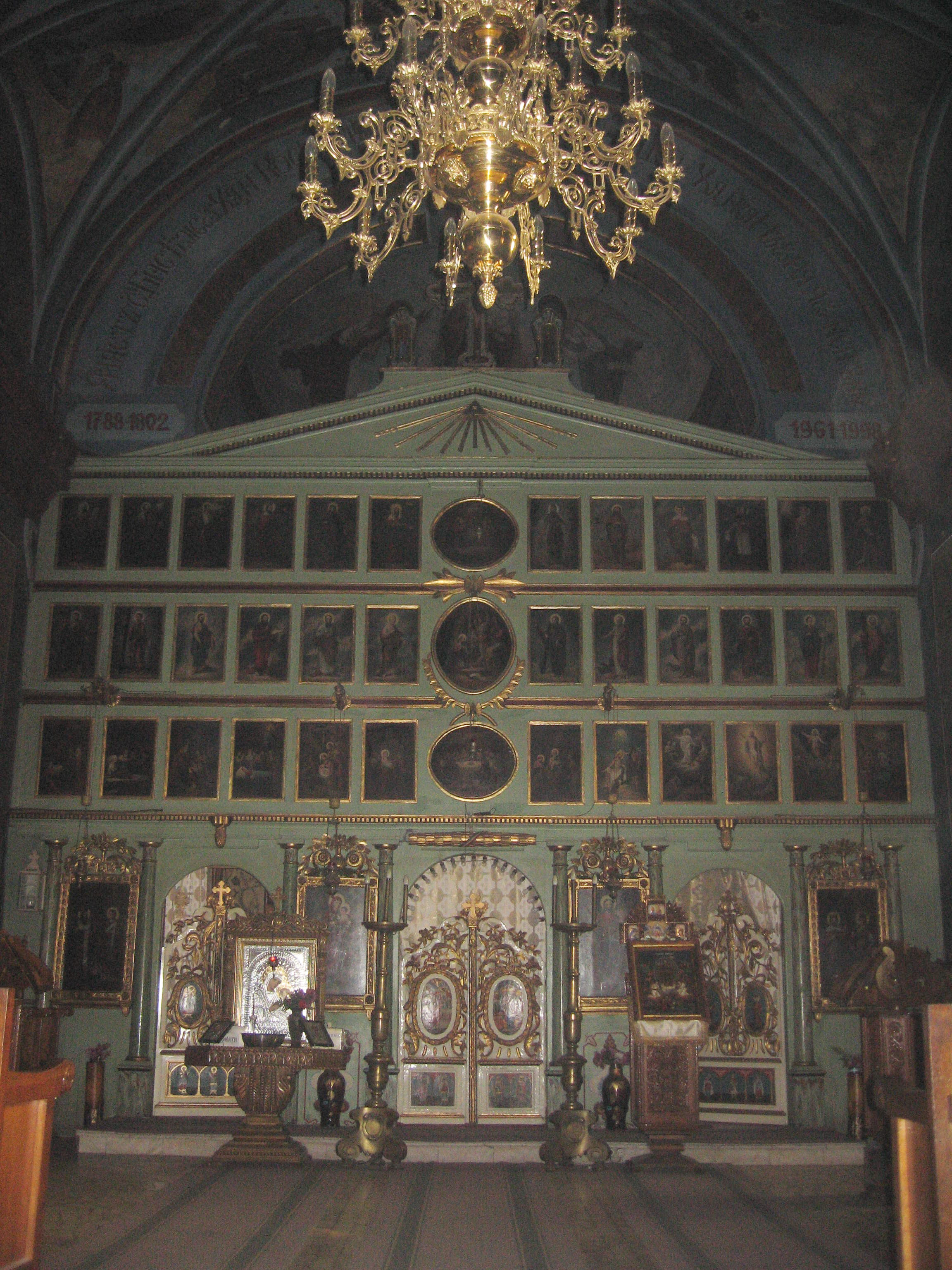
Imagine din interior
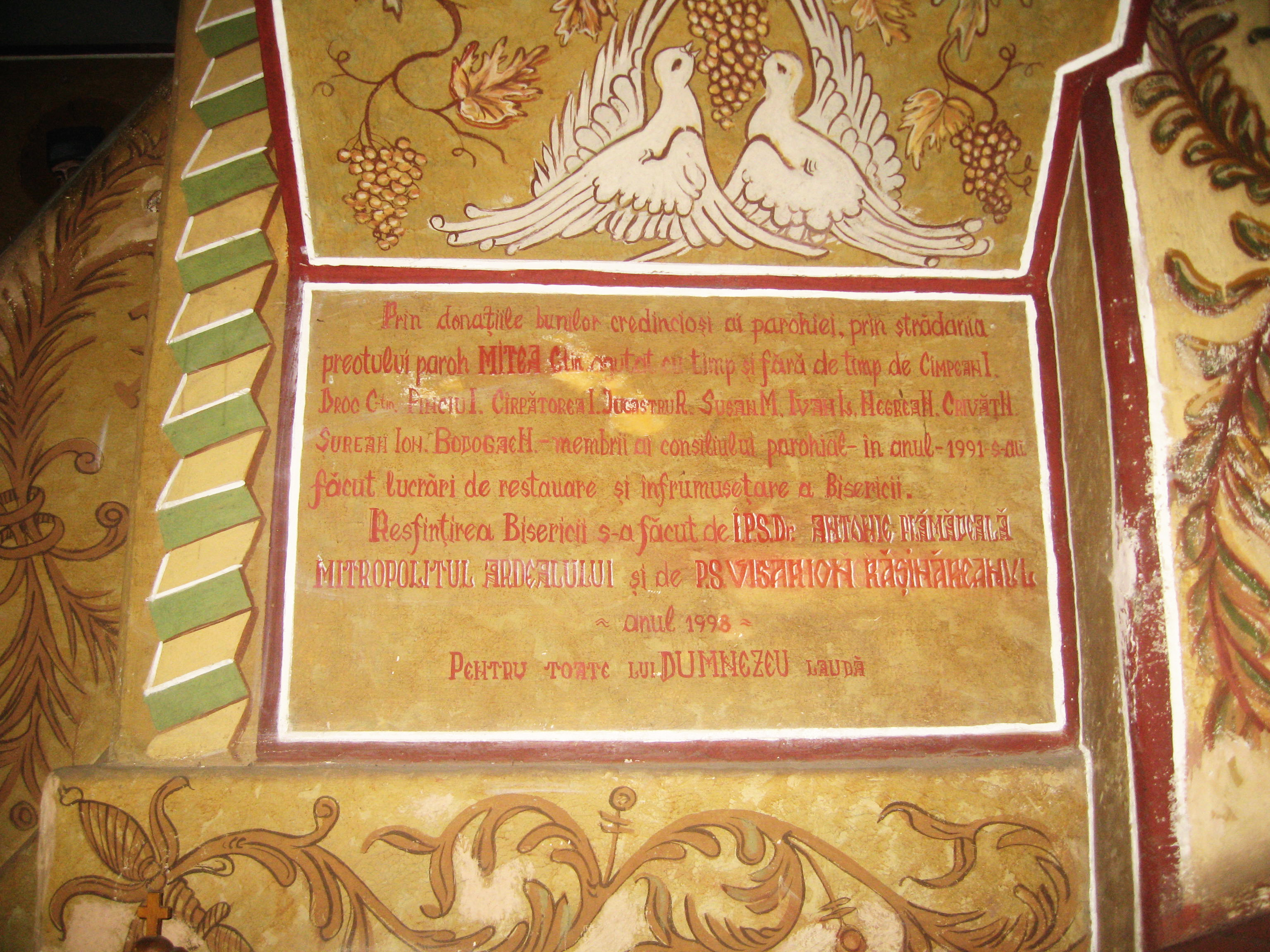
Inscripție pictată din 1998
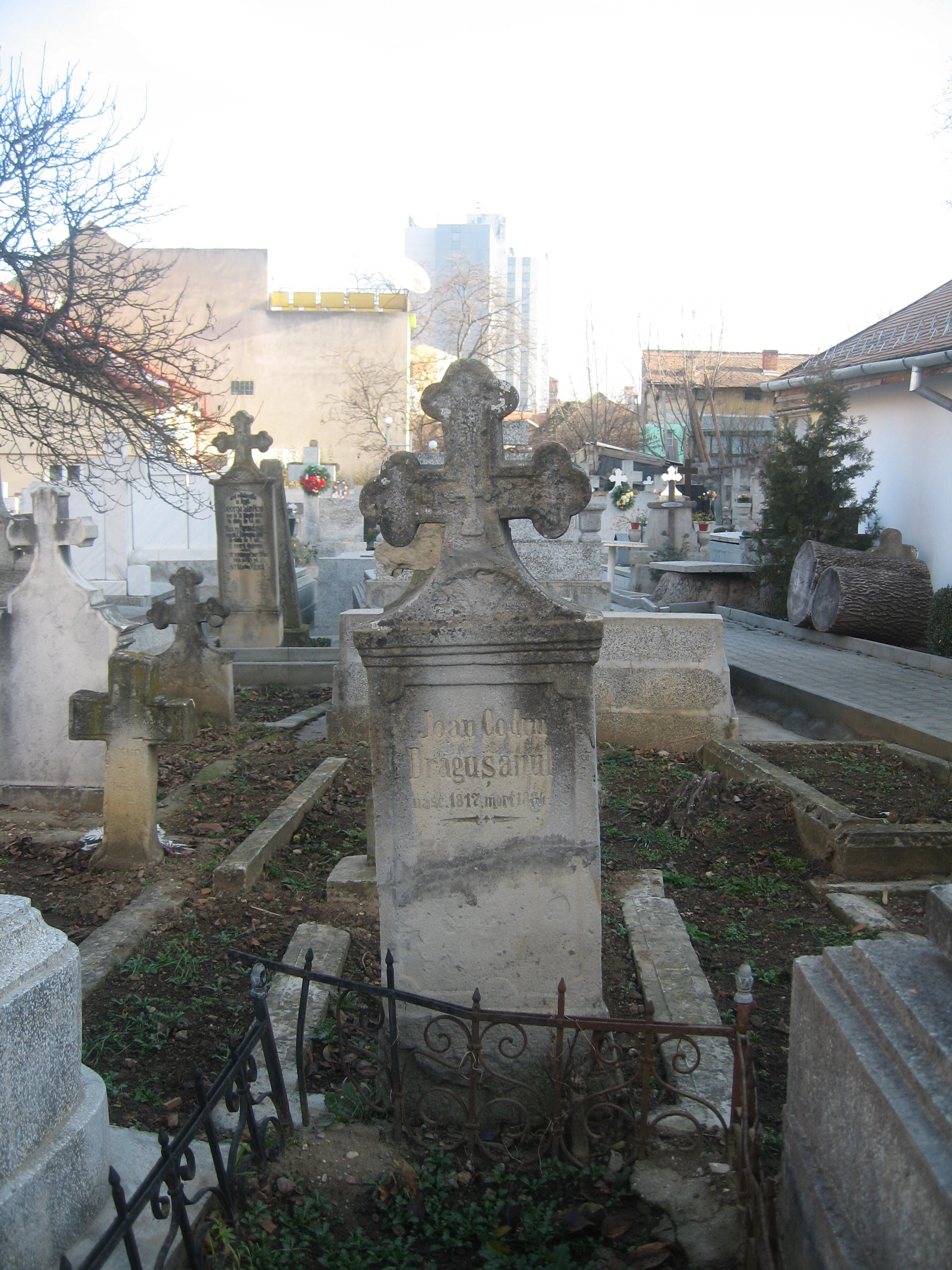
Mormântul scriitorului Ioan Codru Drăgușanu
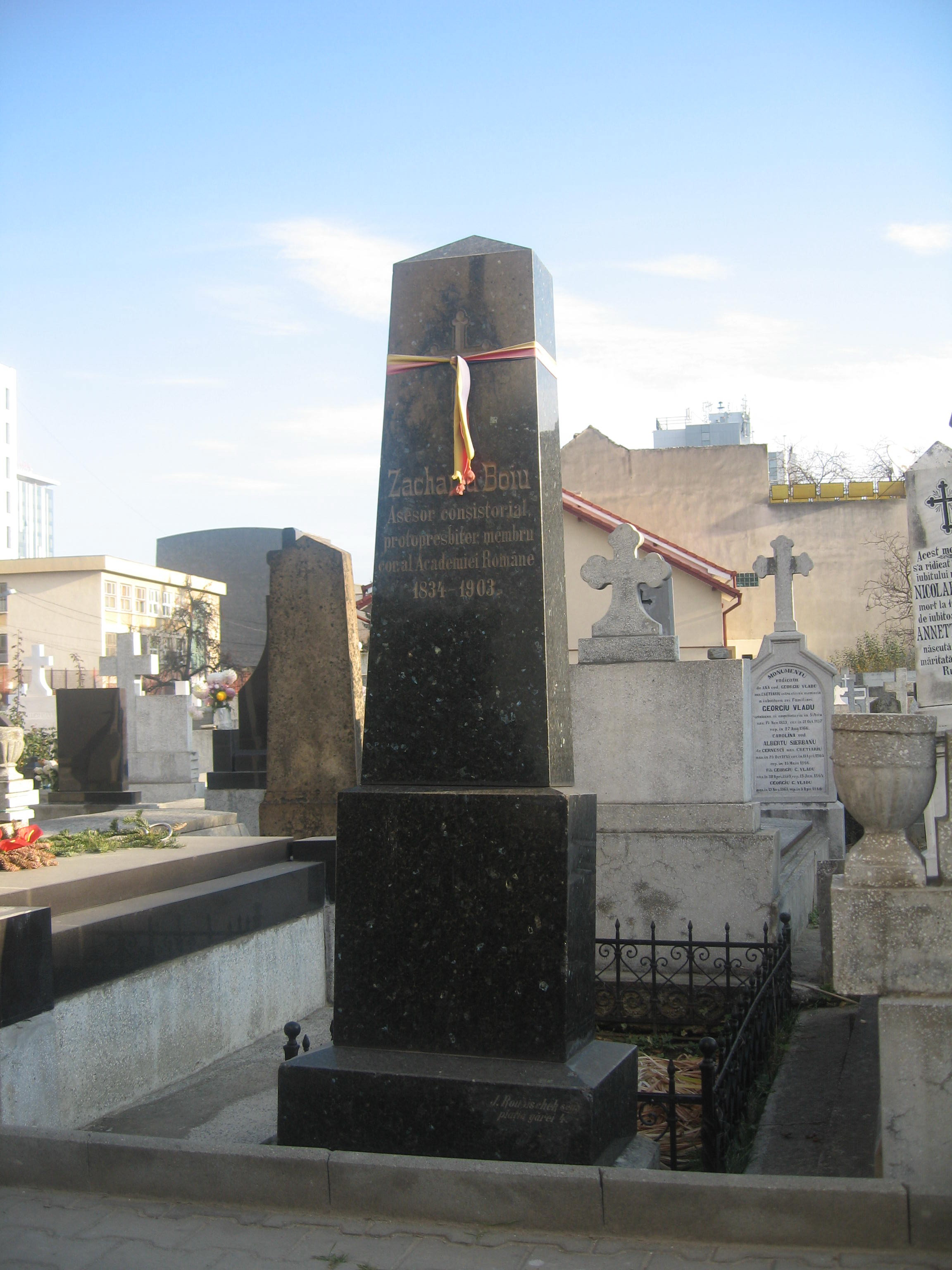
Mormântul scriitorului Zaharia Boiu
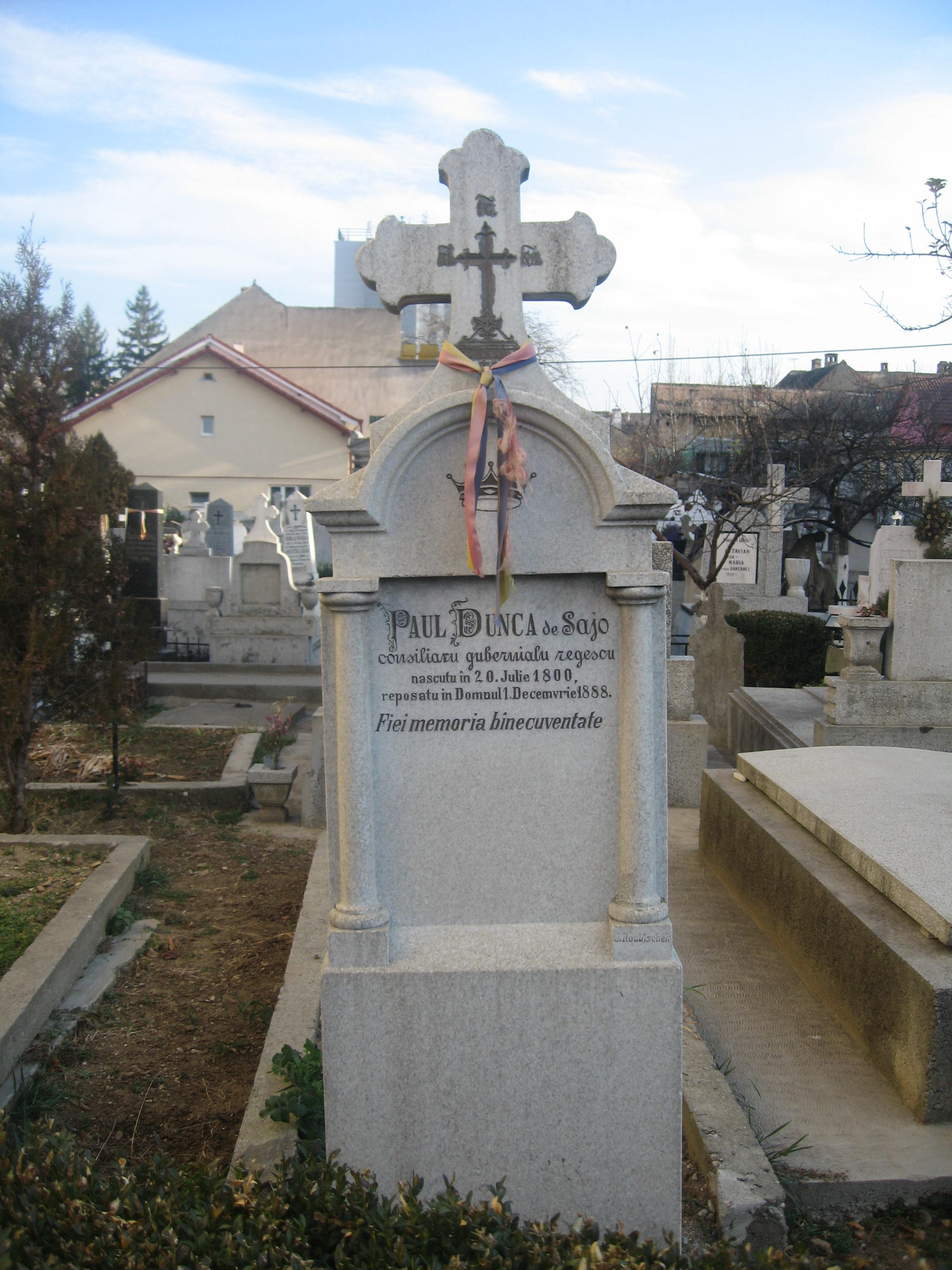
Mormântul lui Paul Dunca de Sajo
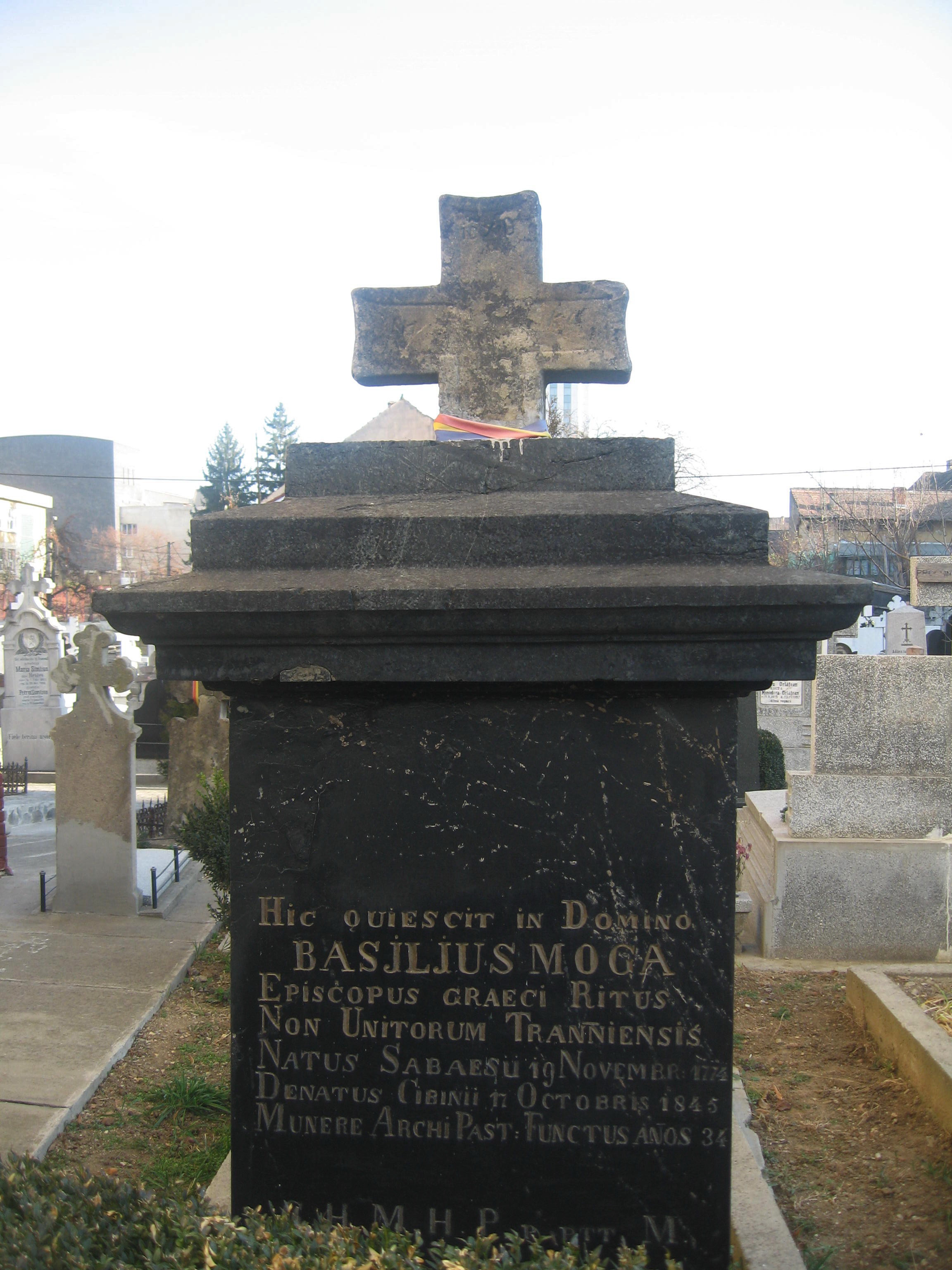
Mormântul episcopului Vasile Moga
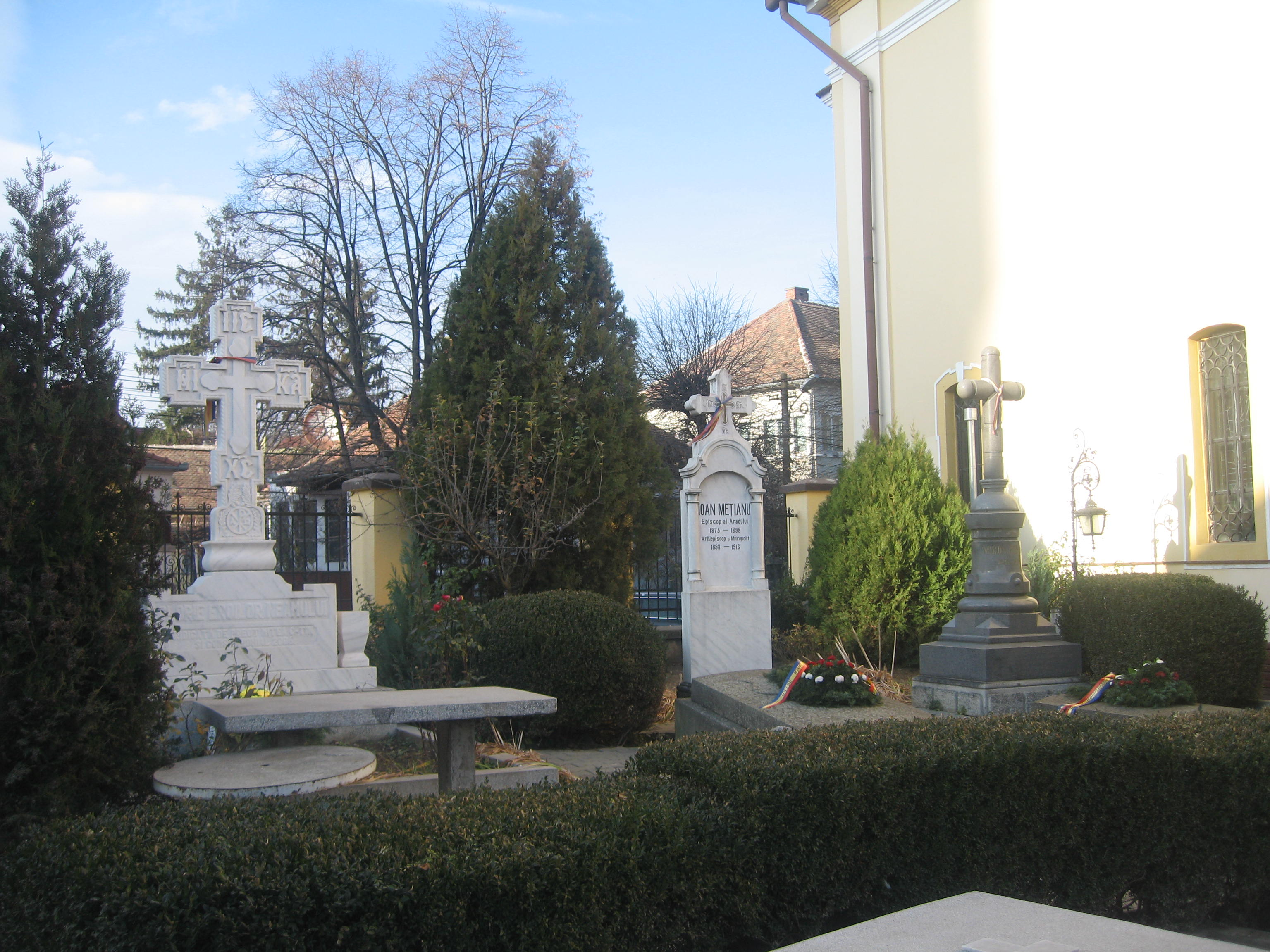
Mormintele mitropoliților Ardealului
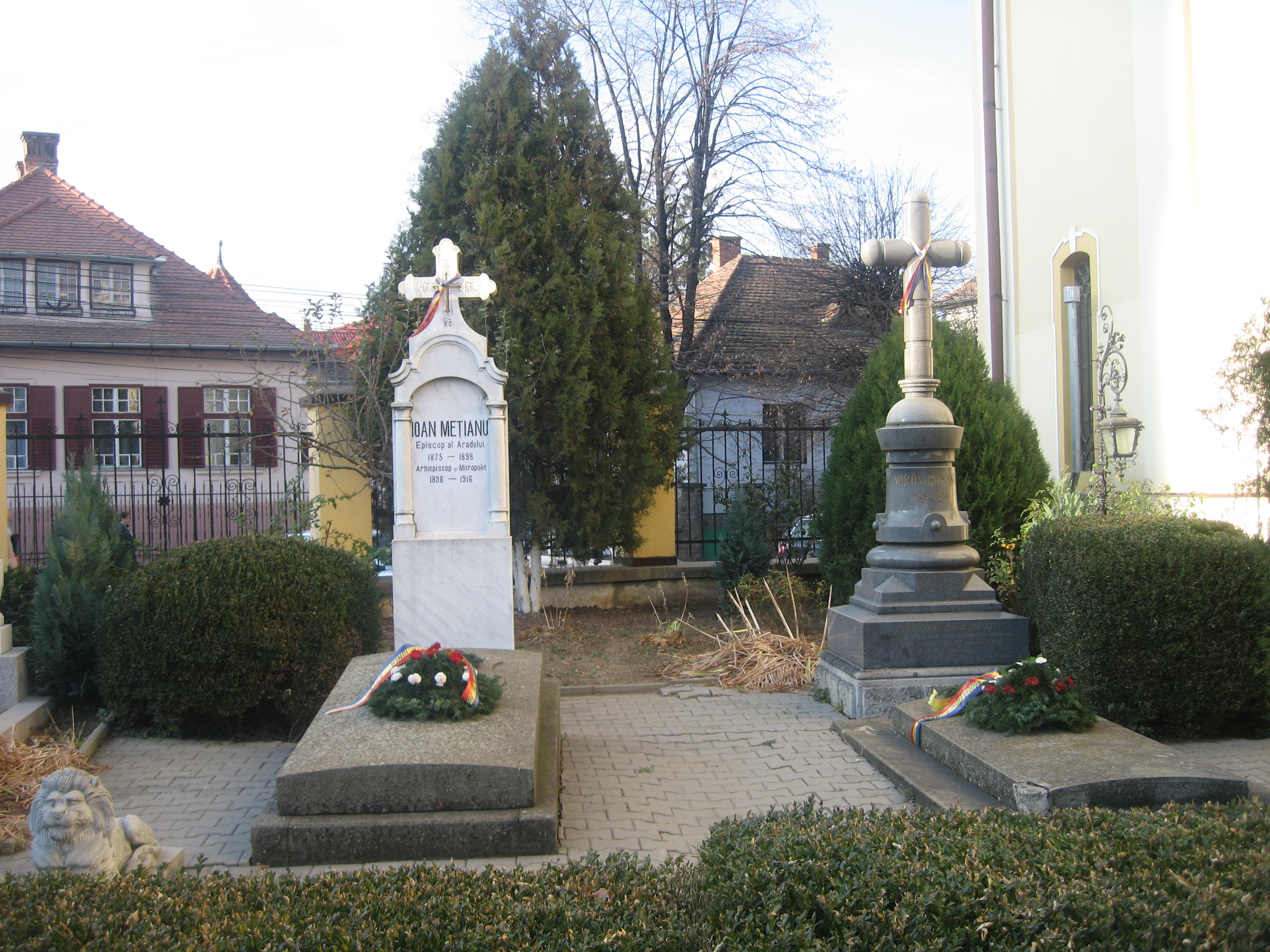
Mormintele mitropoliților Ioan Mețianu și Miron Romanul
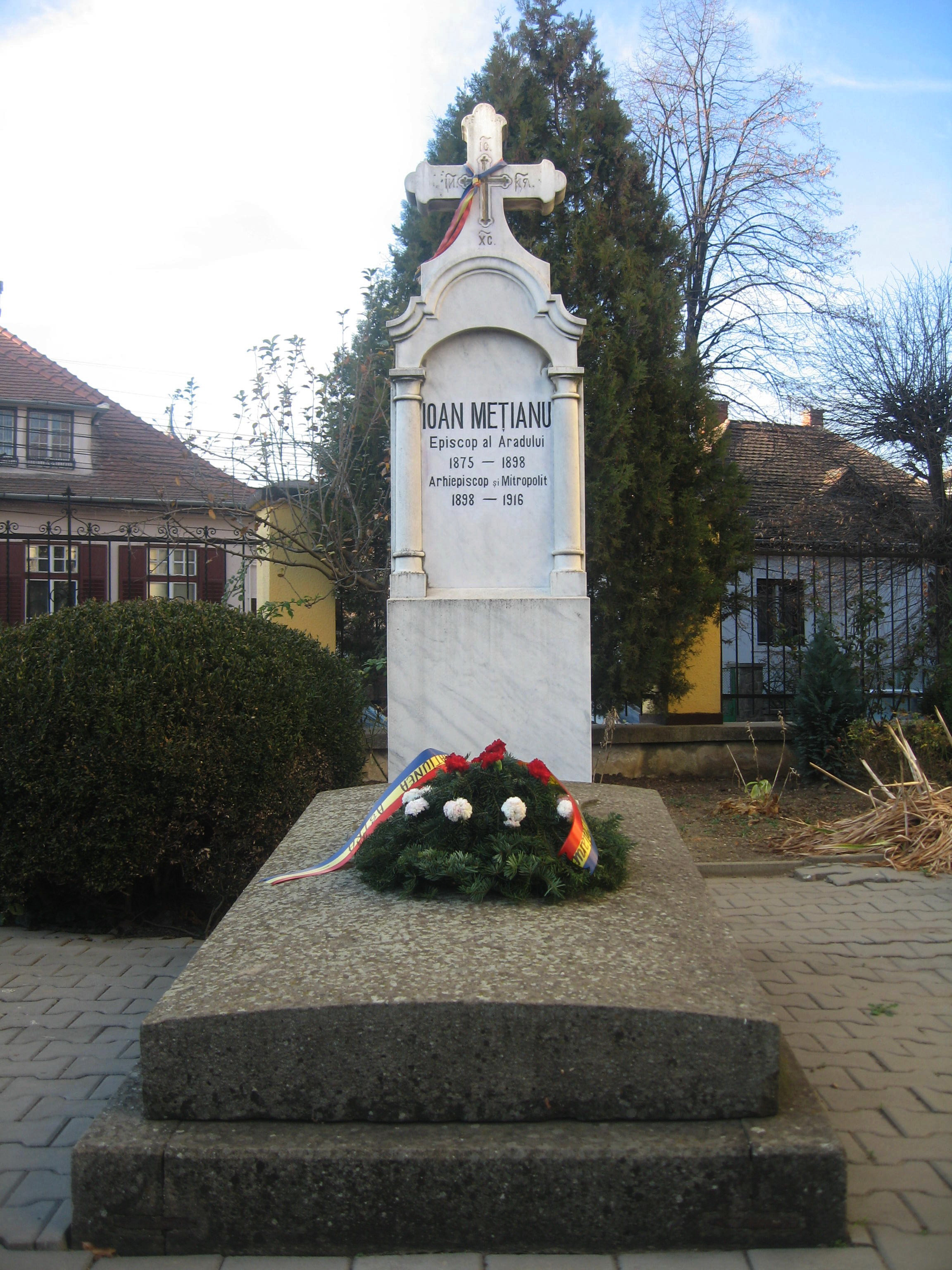
Mormântul mitropolitului Ioan Mețianu
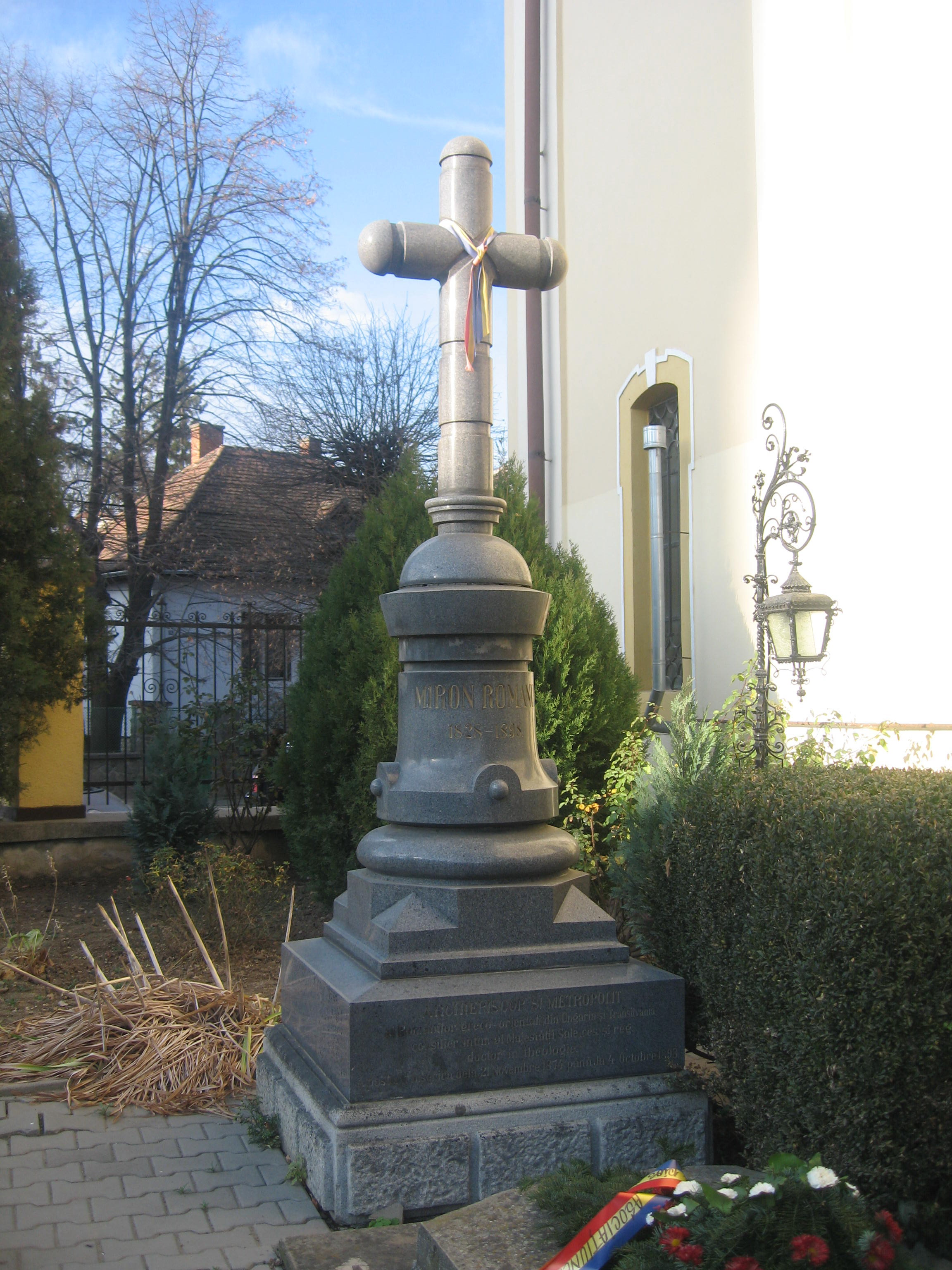
Mormântul mitropolitului Miron Romanul
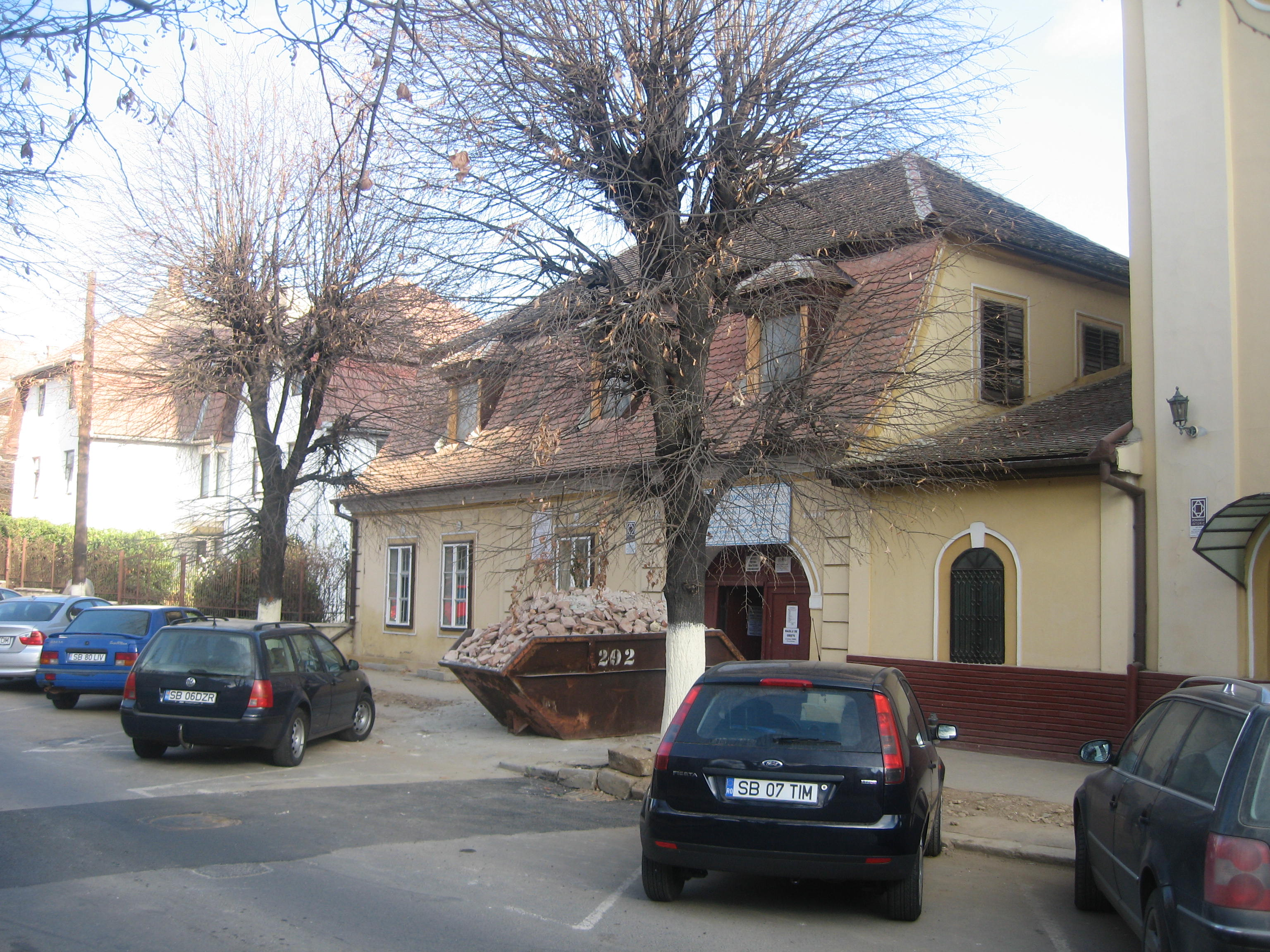
Casa parohială
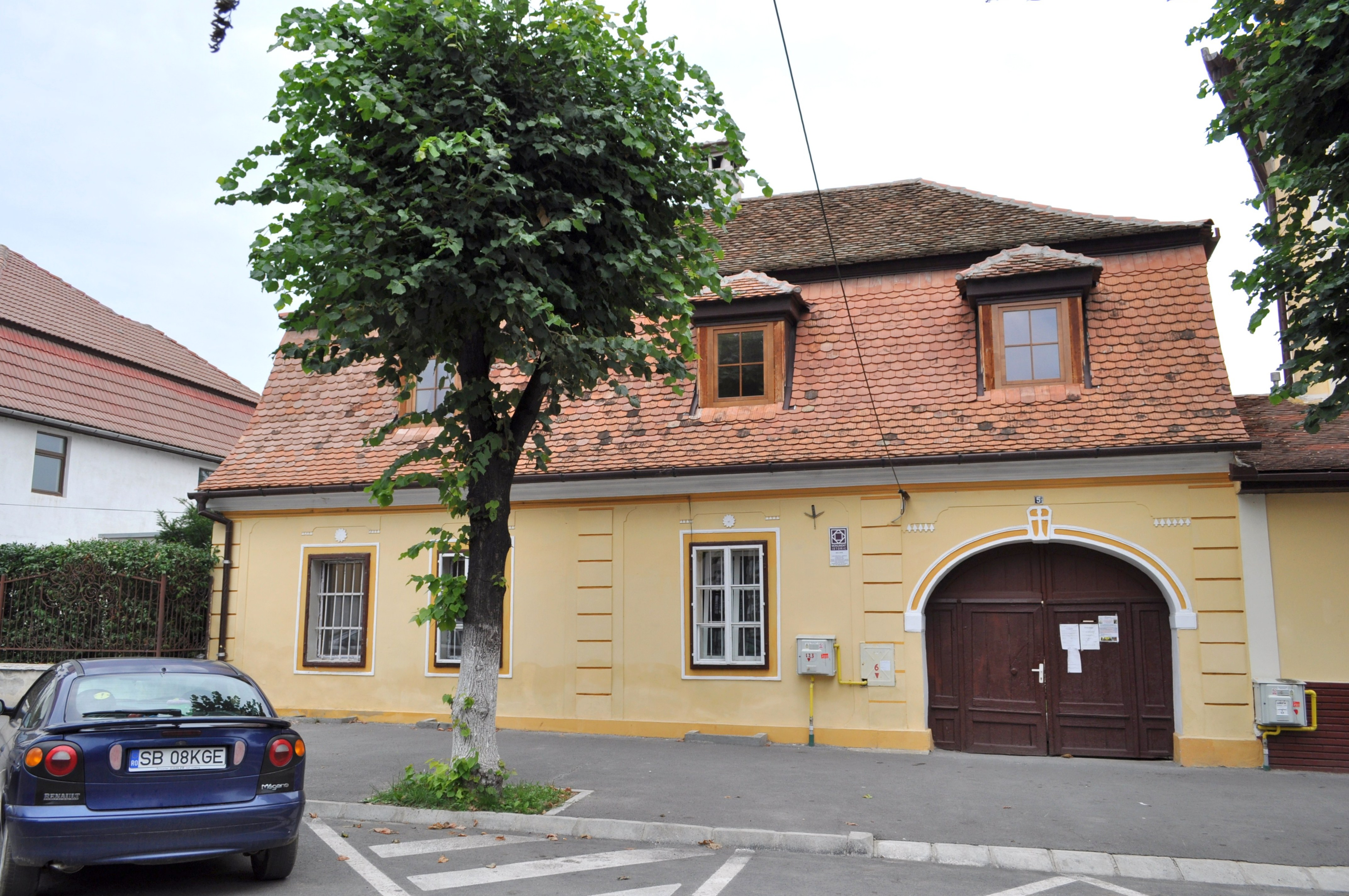
Casa parohială
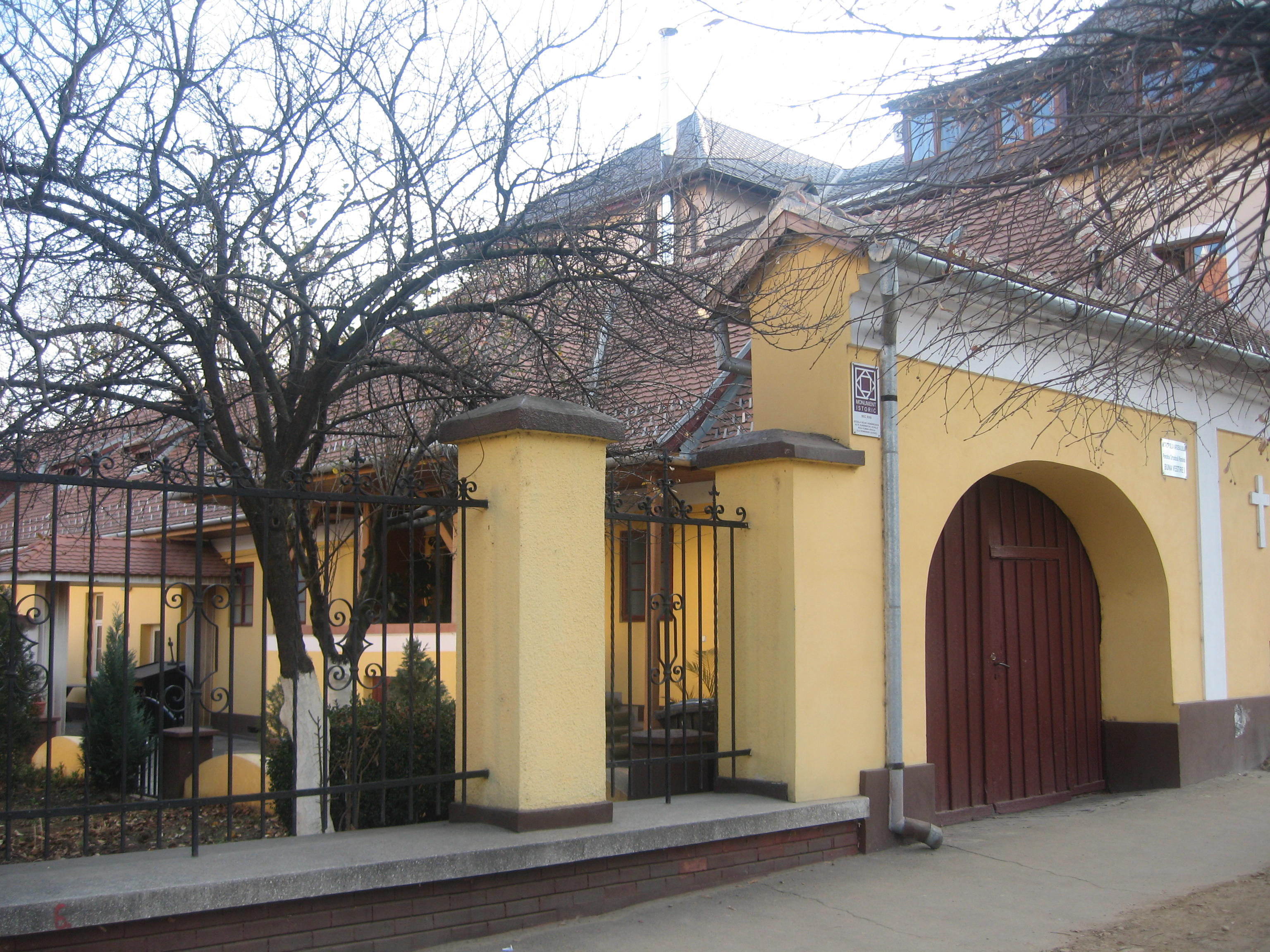
Școala veche românească - clădire vecină cu biserica, datând de la sfârșitul sec. al XVIII-lea
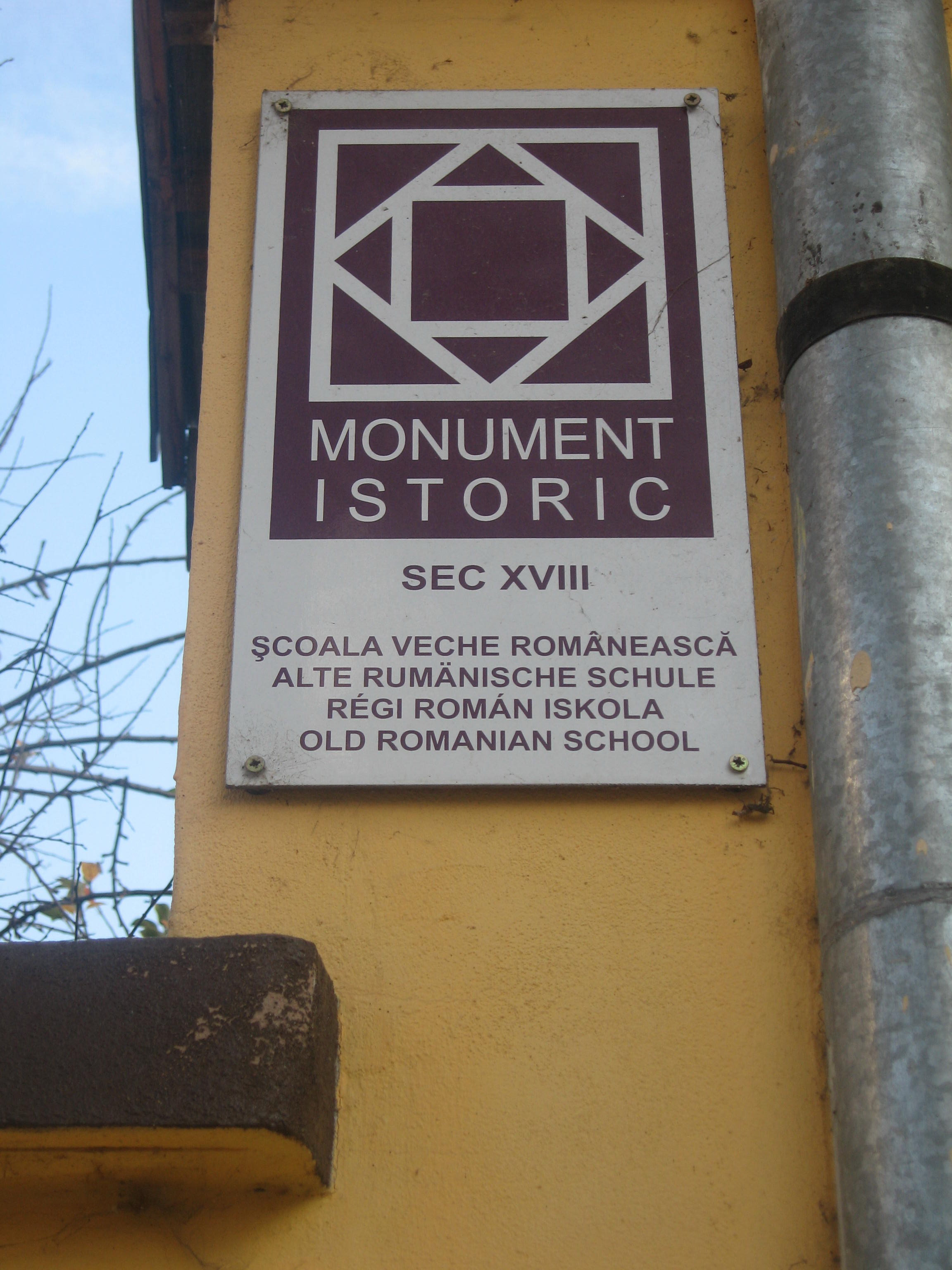
Școala veche românească